# Vsevolod Poudovkine
Vsevolod Illarionovitch Poudovkine (en russe : Всеволод Илларионович Пудовкин), né le 28 février 1893 à Penza et mort le 30 juin 1953 à Riga, est un réalisateur, scénariste et acteur soviétique, théoricien du montage,,.

## Biographie
Vsevolod Poudovkine naît le 16 février 1893 à Penza, près de Saratov, dans une famille paysanne. En 1897, le père de Poudovkine, commis-voyageur, installe sa famille à Moscou.
À partir de 1900, Vsevolod Poudovkine fait ses études au gymnasium, puis à la faculté des Sciences Physiques et mathématiques de l’Université de Moscou, jusqu'en 1914. Puis sa mobilisation dans l’artillerie l’empêche de passer ses examens de fin d’études. Pendant la Première Guerre mondiale, Poudovkine est grièvement blessé et sera fait prisonnier en 1915. Il met à profit trois années de captivité pour apprendre l’anglais, l’allemand et le polonais. À la faveur des désordres nés d’une révolte de la marine, en 1918 à Kiel, Poudovkine s’évade. Il met huit mois pour atteindre Moscou.
Pendant la guerre civile russe, Poudovkine réalise plusieurs agitki. En 1920, la vision du film Intolérance de D. W. Griffith, le conquiert définitivement au cinéma. Admis sans examen à l’École d'État de la cinématographie, il est un temps élève de Lev Koulechov, puis de Vladimir Gardine. Il participe à trois films réalisés par l'école pour le V.F.K.O.. En 1923, Poudovkine quitte l’Institut d’État du cinéma pour suivre Koulechov, revenu en 1921 du front de la guerre civile, qui fonde son propre « collectif » : le Laboratoire expérimental. Dans le même temps, Poudovkine se marie avec Anna Nikolaïevna Zemtsova, actrice et journaliste.
En 1925, il rencontre Anatoli Dimitrievitch Golovnia qui sera l’opérateur et le directeur de la photographie de tous ses films sauf quatre. Poudovkine se sépare de Koulechov et entre à la Mezhrabpom-Rus. Poudovkine commence son premier film, Les Mécanismes du cerveau. En octobre/novembre, il tourne La Fièvre des échecs durant une interruption du précédent film. L'année suivante, il donne ses premiers cours à l’École d'État de la cinématographie (V.G.I.K.). 
Il signe en 1928, avec Eisenstein et Alexandrov, le Manifeste sur le contrepoint audiovisuel. Il séjourne à Berlin pour le tournage du film de Fedor Otsep, Le Cadavre vivant et la projection de Tempête sur l'Asie, puis passe par Amsterdam où il donne une conférence pour la Filmliga. Hans Richter organise une réception en son honneur dans la banlieue de Grunewald où parmi les invités se trouvent Walter Ruttmann, Erwin Piscator, Béla Balázs et Asta Nielsen.
Il n'adhère au parti communiste qu'en 1932. Et en 1935, Poudovkine reçoit l'ordre de Lénine pour ses services extraordinaires rendus dans la création et le développement du cinématographe soviétique. Mais cette même année, Poudovkine, qui s’est pris de passion pour la conduite automobile, est victime d’un accident qui coûte la vie à son scénariste. Malade dans les années suivantes et retenu de ce fait loin des studios, il se consacre alors à des ouvrages théoriques et enseigne la mise en scène au VGIK (ex G.I.K devenu Institut supérieur du cinéma). 
En 1944, Poudovkine forme avec Eisenstein et Guerassimov au sein de la VOKS un comité de liaison avec les attachés cinématographiques des pays alliés. Il connaît alors des difficultés avec la direction du Cinéma, qui impose notamment un remaniement profond de l'Amiral Nakhimov. Grâce à sa notoriété au sein du milieu du cinéma soviétique, il participe le 29 septembre 1949 au congrès international de la critique à Pérouse sur le thème : « Le cinéma d’aujourd’hui reflète-t-il les problèmes de l’homme moderne ? ». Dans les années suivantes, il parvient aussi à effectuer un voyage en Inde, puis, de retour en Italie en 1951, Poudovkine confronte ses conceptions artistiques à la Renaissance italienne et notamment à l’œuvre de Michel-Ange.
Poudovkine meurt le 30 juin 1953 à Riga d’une crise cardiaque. Il est enterré au Cimetière de Novodevitchi. Sa femme Anna Poudovkina meurt à Moscou en 1965.
Le 25 décembre 1961 est inaugurée une rue Poudovkine à Ramenki dans le District administratif ouest de Moscou.

## Récompenses
- 1935 :  Ordre de Lénine
- 1941 : Prix Staline pour Minine et Pojarski (1939) et Souvorov (1940)
- 1944 : Ordre du Drapeau rouge du Travail
- 1947 : Prix Staline pour Amiral Nakhimov (1946)
- 1948 : Artiste du peuple de l'URSS
- 1951 : Prix Staline pour Joukovski (1950)
- 1950 : Ordre de Lénine
- 1953 : Ordre du Drapeau rouge du Travail

## Filmographie

### Réalisateur
- 1921 : Golod, golod, golod
- 1921 : La Faucille et le Marteau (Serp i molot)
- 1925 : La Fièvre des échecs (Chakhmatnaïa goriachka)
- 1925 : Le Rayon de la mort (Loutch smerti)
- 1926 : La Mère (Mat)
- 1926 : La Mécanique du cerveau (Mekhanikha golovnogo mozga)
- 1927 : La Fin de Saint-Pétersbourg (Konets Sankt-Peterburga)
- 1928 : Tempête sur l'Asie (Potomok Tchingis-Khana)
- 1930 : Une affaire banale (Prostoï sloutchaï)
- 1933 : Le Déserteur (Dezertir)
- 1938 : La Victoire (ru) (Podeba)
- 1939 : Minine et Pojarsky (Minine i Pojarsky)
- 1940 : Kino za XX let
- 1941 : Souvorov
- 1941 : Boïevoï kinosbornik 6 (ru) (segment Pir v Jirmunke)
- 1942 : Les Meurtriers sont en chemin (Ubiytsy vykhodyat na dorogou)
- 1943 : Au nom de la patrie (ru) (Vo imia rodiny)
- 1946 : Amiral Nakhimov (Admiral Nakhimov)
- 1948 : Trois rencontres (ru) (Tri vstretchi), scénario de Nikolaï Pogodine
- 1950 : Joukovski (ru) coréalisé avec Dmitri Vassiliev
- 1952 : La Moisson (ou Le Retour de Vassili Bortnikov) (Vozvrachtchenie Vassilia Bortnikova)

#### Assistant-réalisateur
- 1921 : La Faucille et le marteau de Vladimir Gardine

### Scénariste
- 1923 : Le Serrurier et le chancelier (Slesar i kantsler) de Vladimir Gardine
- 1924 : Les Aventures extraordinaires de Mr West au pays des bolcheviks (Neobychainye priklyucheniya mistera Vesta v strane bolshevikov) de Lev Koulechov
- 1925 : Le Rayon de la mort (Loutch smerti) de lui-même
- 1954 : Au nom de la Patrie (en) (Vo imya Rodini) avec Dmitri Vassiliev

### Acteur
- 1921 : La Faucille et le marteau de Vladimir Gardine
- 1924 : Les Aventures extraordinaires de Mr West au pays des bolcheviks de Lev Koulechov
- 1925 : Le Rayon de la mort de Lev Koulechov
- 1926 : La Mère de lui-même : l'officier de police
- 1929 : La Nouvelle Babylone (Новый Вавилон, Novyy Vavilon), de Grigori Kozintsev et Leonid Trauberg : l'intendant de police
- 1944 : Ivan le Terrible (Иван Грозный), de Sergueï Eisenstein : Nikola, le fanatique

### Décorateur
- 1924 : Les Aventures extraordinaires de Mr West au pays des bolcheviks de Lev Koulechov

## Influences
Le philosophe français Maurice Merleau-Ponty cite son expérience de montage où un visage neutre paraît exprimer différents sentiments contradictoires si le montage le juxtapose à différents contextes.